# Ikawizm
Ikawizm (ukr. ікавізм, ікання) – zjawisko fonetyczne w języku ukraińskim polegające na zastąpieniu dawnego dźwięku „je” (ѣ – jać) oraz dźwięków „o”, „e” przez „i”. Podczas zaniku jera twardego – „ъ” oraz jera miękkiego – „ь” i w wyniku dyftongizacji większość tych dźwięków zmieniła się w „i” (стōл → стіл), (сēл → сіл). Przejście fonemów „o”,”e” w „i”, zwiększenie łączności samogłosek i spółgłosek, zmiękczenie spółgłosek samogłoską „i”. Ikawizm jest jednym z najbardziej charakterystycznych zjawisk fonologicznego systemu języka ukraińskiego, które wyraźnie można dostrzec na tle innych języków słowiańskich i jednocześnie powiązać z podobieństwami w wymarłym języku połabskim, języku serbołużyckim, serbskim, polskim i czeskim.